# Roman Neustädter
Roman Neustädter (Dnipropetrovs'k, 18 febbraio 1988) è un calciatore tedesco naturalizzato russo, centrocampista o difensore del Westerlo e della nazionale russa.

## Biografia
Nasce a Dnipropetrovs'k, all'epoca in Unione Sovietica, da Peter Neustädter, calciatore kazako ma appartenente alla minoranza etnica tedesca, e madre russa. Da piccolo si trasferisce in Germania.

## Carriera

### Club

#### Borussia Mönchengladbach
Il 1º luglio 2009 passa a parametro zero al Borussia Mönchengladbach e firma un triennale. Nella prima stagione si alterna tra prima squadra e la squadra riserve.

#### Schalke 04
Il 1º luglio 2012 si trasferisce a costo zero allo Schalke 04 e firma un contratto quadriennale.

### Nazionale
A gennaio 2016 si incontra con la Federazione russa per una sua possibile convocazione con la nazionale, venendo poi convocato per gli Europei 2016 in Francia.
Il 14 ottobre 2018 sigla il suo primo gol in nazionale, nella vittoria per 2-0 contro la Turchia valida per il primo turno di Nations League.

## Statistiche

### Presenze e reti nei club
Statistiche aggiornate al 17 marzo 2018.
| Stagione          | Squadra           | Campionato        | Campionato | Campionato | Coppe nazionali | Coppe nazionali | Coppe nazionali | Coppe continentali | Coppe continentali | Coppe continentali | Altre coppe | Altre coppe | Altre coppe | Totale | Totale |
| Stagione          | Squadra           | Comp              | Pres       | Reti       | Comp            | Pres            | Reti            | Comp               | Pres               | Reti               | Comp        | Pres        | Reti        | Pres   | Reti   |
| ----------------- | ----------------- | ----------------- | ---------- | ---------- | --------------- | --------------- | --------------- | ------------------ | ------------------ | ------------------ | ----------- | ----------- | ----------- | ------ | ------ |
| 2012-2013         | Schalke 04        | BL                | 31         | 3          | CG              | 2               | 0               | UCL                | 8                  | 1                  | -           | -           | -           | 41     | 4      |
| 2013-2014         | Schalke 04        | BL                | 32         | 2          | CG              | 3               | 0               | UCL                | 9                  | 0                  | -           | -           | -           | 44     | 2      |
| 2014-2015         | Schalke 04        | BL                | 29         | 2          | CG              | 1               | 0               | UCL                | 8                  | 0                  | -           | -           | -           | 38     | 2      |
| 2015-2016         | Schalke 04        | BL                | 30         | 0          | CG              | 1               | 0               | UEL                | 7                  | 0                  | -           | -           | -           | 38     | 0      |
| Totale Schalke 04 | Totale Schalke 04 | Totale Schalke 04 | 122        | 7          |                 | 7               | 0               |                    | 32                 | 1                  |             | -           | -           | 161    | 8      |
| 2016-2017         | Fenerbahçe        | SL                | 18         | 0          | TK              | 7               | 0               | UCL+UEL            | 2+6                | 0                  | -           | -           | -           | 33     | 0      |
| 2017-2018         | Fenerbahçe        | SL                | 24         | 3          | TK              | 7               | 0               | UEL                | 3                  | 2                  | -           | -           | -           | 34     | 5      |
| Totale Fenerbahçe | Totale Fenerbahçe | Totale Fenerbahçe | 42         | 3          |                 | 14              | 0               |                    | 11                 | 2                  |             | -           | -           | 67     | 5      |
| Totale carriera   | Totale carriera   | Totale carriera   | 164        | 10         |                 | 21              | 0               |                    | 43                 | 3                  |             | -           | -           | 228    | 13     |

### Cronologia presenze e reti in nazionale

#### Germania
| Cronologia completa delle presenze e delle reti in nazionale ― Germania | Cronologia completa delle presenze e delle reti in nazionale ― Germania | Cronologia completa delle presenze e delle reti in nazionale ― Germania | Cronologia completa delle presenze e delle reti in nazionale ― Germania | Cronologia completa delle presenze e delle reti in nazionale ― Germania | Cronologia completa delle presenze e delle reti in nazionale ― Germania | Cronologia completa delle presenze e delle reti in nazionale ― Germania | Cronologia completa delle presenze e delle reti in nazionale ― Germania |
| Data                                                                    | Città                                                                   | In casa                                                                 | Risultato                                                               | Ospiti                                                                  | Competizione                                                            | Reti                                                                    | Note                                                                    |
| ----------------------------------------------------------------------- | ----------------------------------------------------------------------- | ----------------------------------------------------------------------- | ----------------------------------------------------------------------- | ----------------------------------------------------------------------- | ----------------------------------------------------------------------- | ----------------------------------------------------------------------- | ----------------------------------------------------------------------- |
| 14-11-2012                                                              | Amsterdam                                                               | Paesi Bassi                                                             | 0 – 0                                                                   | Germania                                                                | Amichevole                                                              | -                                                                       | 87’                                                                     |
| 29-5-2013                                                               | Boca Raton                                                              | Germania                                                                | 4 – 2                                                                   | Ecuador                                                                 | Amichevole                                                              | -                                                                       | 69’                                                                     |
| Totale                                                                  |                                                                         | Presenze                                                                | 2                                                                       |                                                                         | Reti                                                                    | 0                                                                       |                                                                         |

#### Russia
| Cronologia completa delle presenze e delle reti in nazionale ― Russia | Cronologia completa delle presenze e delle reti in nazionale ― Russia | Cronologia completa delle presenze e delle reti in nazionale ― Russia | Cronologia completa delle presenze e delle reti in nazionale ― Russia | Cronologia completa delle presenze e delle reti in nazionale ― Russia | Cronologia completa delle presenze e delle reti in nazionale ― Russia | Cronologia completa delle presenze e delle reti in nazionale ― Russia | Cronologia completa delle presenze e delle reti in nazionale ― Russia |
| Data                                                                  | Città                                                                 | In casa                                                               | Risultato                                                             | Ospiti                                                                | Competizione                                                          | Reti                                                                  | Note                                                                  |
| --------------------------------------------------------------------- | --------------------------------------------------------------------- | --------------------------------------------------------------------- | --------------------------------------------------------------------- | --------------------------------------------------------------------- | --------------------------------------------------------------------- | --------------------------------------------------------------------- | --------------------------------------------------------------------- |
| 1-6-2016                                                              | Innsbruck                                                             | Rep. Ceca                                                             | 2 – 1                                                                 | Russia                                                                | Amichevole                                                            | -                                                                     | 64’                                                                   |
| 11-6-2016                                                             | Marsiglia                                                             | Inghilterra                                                           | 1 – 1                                                                 | Russia                                                                | Euro 2016 - 1º turno                                                  | -                                                                     | 80’                                                                   |
| 15-6-2016                                                             | Lilla                                                                 | Russia                                                                | 1 – 2                                                                 | Slovacchia                                                            | Euro 2016 - 1º turno                                                  | -                                                                     | 46’                                                                   |
| 31-8-2016                                                             | Adalia                                                                | Turchia                                                               | 0 – 0                                                                 | Russia                                                                | Amichevole                                                            | -                                                                     | 67’                                                                   |
| 28-3-2017                                                             | Soči                                                                  | Russia                                                                | 3 – 3                                                                 | Belgio                                                                | Amichevole                                                            | -                                                                     |                                                                       |
| 27-3-2018                                                             | San Pietroburgo                                                       | Russia                                                                | 1 – 3                                                                 | Francia                                                               | Amichevole                                                            | -                                                                     |                                                                       |
| 6-9-2018                                                              | Trebisonda                                                            | Turchia                                                               | 1 – 2                                                                 | Russia                                                                | UEFA Nations League 2018-2019 - 1º turno                              | -                                                                     |                                                                       |
| 10-9-2018                                                             | Rostov sul Don                                                        | Russia                                                                | 5 – 1                                                                 | Rep. Ceca                                                             | Amichevole                                                            | -                                                                     |                                                                       |
| 11-10-2018                                                            | Kaliningrad                                                           | Russia                                                                | 0 – 0                                                                 | Svezia                                                                | UEFA Nations League 2018-2019 - 1º turno                              | -                                                                     |                                                                       |
| 14-10-2018                                                            | Soči                                                                  | Russia                                                                | 2 – 0                                                                 | Turchia                                                               | UEFA Nations League 2018-2019 - 1º turno                              | 1                                                                     |                                                                       |
| 15-11-2018                                                            | Lipsia                                                                | Germania                                                              | 3 – 0                                                                 | Russia                                                                | Amichevole                                                            | -                                                                     |                                                                       |
| 20-11-2018                                                            | Solna                                                                 | Svezia                                                                | 2 – 0                                                                 | Russia                                                                | UEFA Nations League 2018-2019 - 1º turno                              | -                                                                     |                                                                       |
| 3-9-2020                                                              | Mosca                                                                 | Russia                                                                | 3 – 1                                                                 | Serbia                                                                | UEFA Nations League 2020-2021 - 1º turno                              | -                                                                     | 77’                                                                   |
| Totale                                                                |                                                                       | Presenze                                                              | 13                                                                    |                                                                       | Reti                                                                  | 1                                                                     |                                                                       |